# 지방도 제606호선
지방도 제606호선은 충청남도 보령시 웅천읍 무창포해수욕장에서 부여군을 거쳐 청양군 남양면 금정삼거리까지 잇는 충청남도의 지방도이다.
부여군 외산면에서 보령시 성주면 개화리 개화삼거리 까지는 국도 제40호선과 일시적으로 같이 간다.
그리고 이 지방도의 북쪽에는 국도 제29호선이, 남쪽에는 국도 제21호선, 국도 제40호선이 분기하며, 중간에 지방도 제610호선, 지방도 제607호선과도 분기된다.

## 연혁
- 2001년 1월 20일 : 관당도로(보령시 웅천읍 관당리) 1.0km 구간 개량 개통, 기존 480m 구간 폐지[1]
- 2003년 2월 20일 : 지방도 노선 폐지 및 재지정[2]
- 2006년 9월 11일 : 부여군 외산면 장항리 ~ 만수리 2.3km 구간 개통[3]
- 2012년 7월 1일 : 지방도 노선 조정[4]
- 2024년 4월 2일 : 국도 제40호선 보령 ~ 부여간 도로 개통으로 신설된 국도 구간이 중복되는 것으로 노선 조정. 이에 따라 기존 구 국도 제40호선(부여군 외산면 만수리 ~ 미산면 도화담리) 3.6km 중복 구간 폐지[5]

## 주요 경유지
- 보령시
  - 웅천읍 무창포해수욕장 - 기현삼거리 - 진등삼거리 - 무창포 나들목 - 무창포삼거리 - 대천리삼거리 - 구 웅천교 - 수부초등학교(폐교) - 수부리
  - 성주면 개화리 - 보령공원묘지 - 개화삼거리 - 개화교
  - 미산면 개화교 - 도화담초등학교(폐교) - 도화담리 - 도화담삼거리

- 부여군
  - 외산면 수리바위삼거리 - 외산사거리 - 임수대교 - 윗장터삼거리 - 장항리 - 장항교 - 외산초등학교 - 전장리 - 무술초등학교(폐교) - 비암리 - 수신리

- 청양군
  - 남양면 흥산리 - 용마리 - 대봉리 - 금천교 - 남양사거리 - 금정리 - 금정교 - 금정삼거리

## 중복 구간
- 보령시 웅천읍 기현삼거리 ~ 진등삼거리 : 지방도 제607호선과 중복
- 보령시 웅천읍 무창포삼거리 ~ 대천리삼거리 : 국도 제21호선, 국도 제77호선과 중복
- 보령시 성주면 개화삼거리 ~ 부여군 외산면 외산사거리 : 국도 제40호선과 중복

## 도로명
- 보령시 웅천읍 무창포해수욕장 ~ 무창포삼거리 : 무창포로
- 보령시 웅천읍 무창포삼거리 ~ 대천리삼거리 : 충서로
- 보령시 웅천읍 대천리삼거리 ~ 청양군 남양면 금정삼거리 : 만수로